# Zimbabuephylla salernei
Zimbabuephylla salernei är en skalbaggsart som beskrevs av Marc Lacroix 1997. Zimbabuephylla salernei ingår i släktet Zimbabuephylla och familjen Melolonthidae. Inga underarter finns listade i Catalogue of Life.